# Catedral de la Sagrada Familia (Bucaramanga)
La Catedral Metropolitana de la Sagrada Familia de Bucaramanga es una catedral de culto católico ubicada en la ciudad Colombiana de Bucaramanga, en el departamento de Santander. Se destacan la silla y el altar mayor, de mármol de Carrara; los vitrales y varias pinturas religiosas elaboradas por Luis Alberto Acuña y Óscar Rodríguez Naranjo.

## Historia
En 1895 al cura Uribe Villarreal se le ocurrió la idea de construir una nueva iglesia para Bucaramanga, quien para entonces era el encargado de la iglesia de Nuestra Señora de Chiquinquirá y San Laureano. Al principio no se contaba con una propiedad para construir la iglesia, entonces el primer paso que se dio fue la compra del predio, el cual fue adquirido el 14 de diciembre de 1895 al señor Eusebio Cadena por un valor de diez mil pesos. Gran parte del dinero se obtuvo por medio de recursos aportados por la comunidad.
El 15 de febrero de 1896 se celebró la primera misa que tuvo lugar en la casa que existía desde el momento de la compra del terreno, que al parecer fue convertida en capilla por el padre Uribe quien bendijo el primer Cáliz, una estatua de San Francisco de Paula y dos campanas.
En 1898, se comenzó la construcción de la iglesia en compañía de la llamada Junta de Fábrica creada por el padre desde 1895 con el fin de gestionar la creación de la iglesia Sagrada Familia, la cual estaba encabezada por los señores Benancio Collazos, Félix Amaya, Juan Obando, Jesús Neira y Eusebio Sánchez, quienes realizaron la ceremonia de colocación y bendición de la primera piedra del templo.
La construcción se vio interrumpida tan sólo un año después por el inicio de la Guerra de los Mil Días. Una vez terminadas las confrontaciones las obras siguieron interrumpidas durante algún tiempo, debido al alto nivel de pobreza dejado por la guerra, tanto así que durante la primera década del siglo XX no se realizaron avances significativos en la edificación.
Para la segunda década del siglo XX la estructura de la iglesia se había debilitado y deteriorado al punto de estar en riesgo de colapsar por el estado de abandono y la falta de intervención. En medio de este oscuro panorama el prelado diocesano el 8 de febrero de 1910 tomó una decisión, la cual trajo buenas nuevas con respecto a la financiación para continuar la obra: concedió al Párroco de la Sagrada Familia el producto de los diezmos. A partir de esta decisión se reanudaron las actividades en la parroquia empezando una etapa nueva en la historia de su construcción.
Durante la década de los años 20’s las obras continuaron. En 1922, año en el cual se inauguraron las dos torres de la iglesia, quedaría terminada la estructura tosca del edificio. Seis años después, en 1928 el prelado diocesano, con el fin de empezar a trabajar sobre el interior, vio la necesidad de contratar una persona con conocimientos sobre arquitectura para verificar qué tan segura era la edificación y así poder continuar la última parte de la obra que consistió en el decorado, ubicar el bautisterio y poner unos nuevos depósitos de agua. Estas obras se concluyeron un par de décadas después. A las 9 de la mañana del año siguiente, el 8 de diciembre de 1923, se realizó la bendición y colocación en la torre oriental, a la cual se le colocaron dos campanas fundidas en Piedecuesta.
La zona de la ciudad donde se encuentra ubicada la iglesia de la Sagrada Familia estaba muy poco poblada antes de los años veinte. Luego de 1920 esta parte de la ciudad comenzó a urbanizarse, siendo ocupada por grupos familiares que compraron los terrenos aledaños a la iglesia para instalar allí sus viviendas, principalmente comerciantes quienes en ese momento se constituían como la elite económica local.
Las obras de decoración y paramento en el interior y fachada de la iglesia de la Sagrada Familia que empezaron en 1928, fueron concluidas el 28 de febrero de 1934. Para la entrega de las obras se hizo una ceremonia muy similar a la ocurrida en la inauguración, se bendijeron las torres y las campanas se ubicaron en la torre oriental y sobre ésta se montó un reloj obsequiado por la Sociedad de Mejoras Públicas, fabricado en Medellín en los Talleres de Robledo y adquirido por intermedio de la firma comercial Larsen & Robledo por $2.360.00. Cuatro años más tarde se dio por terminada la obra de la iglesia de la Sagrada Familia, si bien más adelante vendrían otras intervenciones forzadas por el crecimiento de la ciudad, las cuales afectaron la estructura de la casa cural.

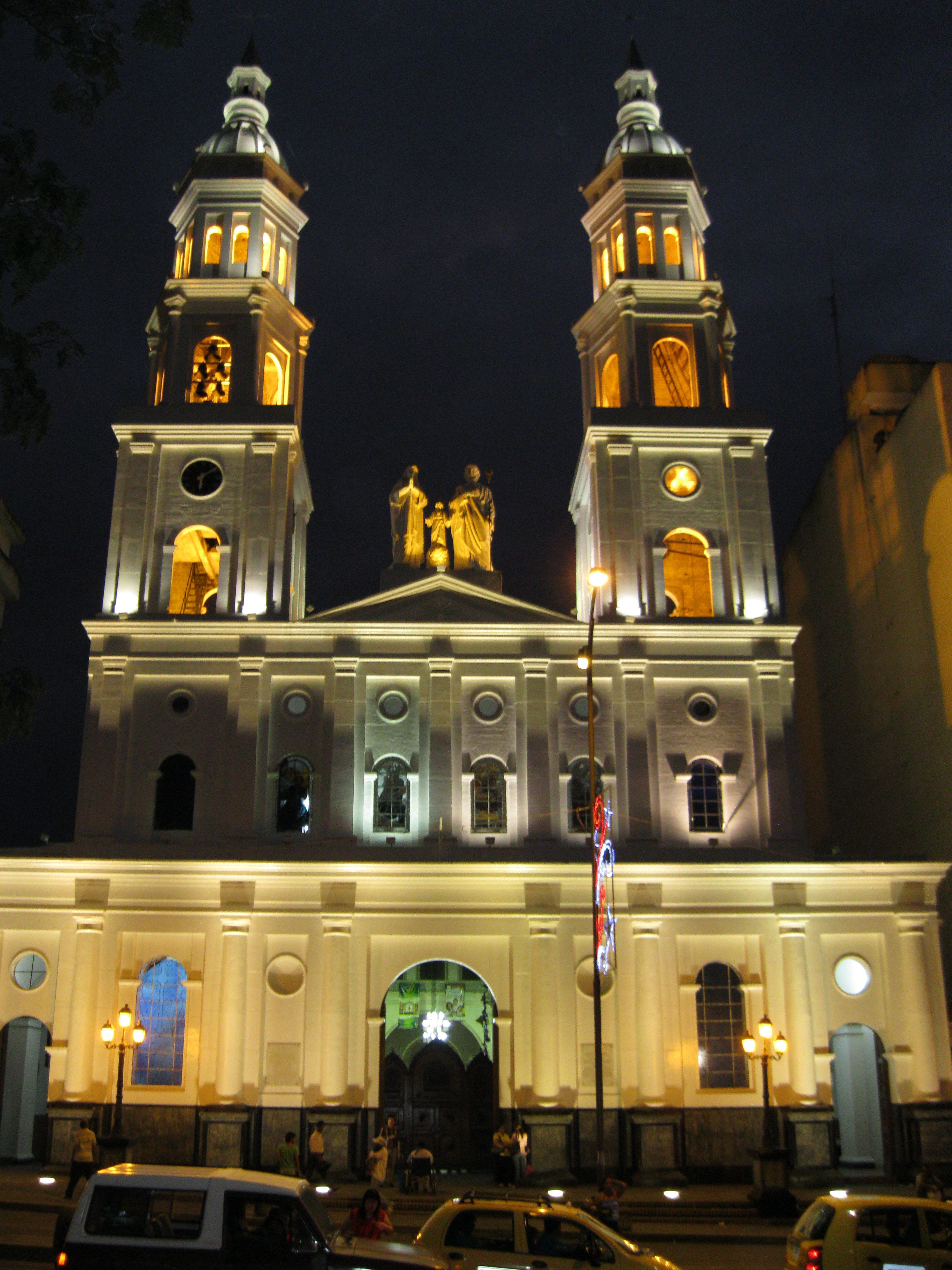
Iluminación nocturna

EL 17 de diciembre de 1952 el papa Pío XII creó la Diócesis de Bucaramanga que se desprendió de la Diócesis de Nueva Pamplona, mediante la Bula “Cum sit latior”. Este cambio organizacional y administrativo representó también un cambio en el papel que iba a jugar la Sagrada Familia de ahí en adelante, pues en menos de dos meses, el 12 de febrero, Pio XII declaró a la Sagrada Familia como Catedral de la Diócesis recientemente establecida. Dicho nombramiento se dio por encima de la iglesia de Nuestra Señora de Chiquinquirá y San Laureano y la recientemente constituida iglesia de San Gregorio.
Sin duda alguna, este último acontecimiento fue de gran relevancia para la historia de la iglesia, pues pasó de ser una parroquia en donde las actividades eclesiásticas consistían en realizar misas, bautizos, velorios y matrimonios por parte un sacerdote, a convertirse en catedral donde, según la jerarquía eclesiástica y su organización “el lugar más importante corresponde a la Iglesia Catedral entre los templos de la Diócesis, es la iglesia sede oficial del Obispo, donde está permanentemente su trono episcopal. Es por lo tanto, la iglesia madre de una diócesis”.
Pocos años después de haberse convertido en catedral de la diócesis de Bucaramanga, la iglesia de la Sagrada Familia sufrió un cambio en su estructura el cual tiene mucho que ver el crecimiento urbano de la ciudad. La apertura de la calle 36 llevó a que la casa cural fuera derrumbada. Con la apertura de esta calle, también se recortó el atrio. Según Edmundo Gavassa no sólo se perdió el espacio físico sino que además se perdió una costumbre de un sector de la sociedad bumanguesa, en este caso de la élite comerciante, que en esa época se reunía en el atrio de la iglesia para realizar una tertulia dominical, la cual desapareció como ha ido desapareciendo la costumbre de la misa mayor realizada en la iglesia Sagrada Familia. En 1963 se empezó a cimentar la nueva casa cural por parte del cura Álvaro Arenas Trillos y dicha construcción tuvo una nueva ubicación con referencia a la ubicación de la original.
La década del sesenta representó para la iglesia de la Sagrada Familia sus primeras consagraciones, como la dada por Monseñor Héctor Rueda Hernández a curas ordenados en 1960 y la de Monseñor Sarmiento en 1962. La década del setenta trajo de nuevo un nombramiento que jerarquizó aún más a la Sagrada Familia. El 14 de diciembre de 1974, por disposición del papa Pablo VI, la Diócesis de Bucaramanga se elevó a la categoría de arquidiócesis de Bucaramanga, tomando como catedral a la Sagrada Familia y asignando a Barrancabermeja como la nueva diócesis.
Con el nombramiento anterior se le empezó a conocer como la catedral de la Sagrada Familia, y en calidad de catedral de la arquidiócesis de Bucaramanga fue propuesta en 1982 ante el Instituto Colombiano de Cultura como posible monumento nacional junto con otros inmuebles de la ciudad entre los cuales estaban el Hotel Bucarica, la iglesia de Nuestra Señora de Chiquinquirá y San Laureano del Real de Minas de Bucaramanga y el Club de Comercio. Esta propuesta se hizo en conjunto con posibles bienes a ser declarados como monumento nacional de otras ciudades de Colombia. Si bien el inmueble fue propuesto jamás se conoció una respuesta favorable a tal petición.
En la última década del siglo XX se inauguró la última intervención hecha a la iglesia, la cual consistió en arreglar la fachada y la construcción del atrio que hacía 30 años había sido derrumbado para dar paso a la calle 36. Así completó las características físicas de una catedral: un largo total de 72,20 metros, un ancho de 32,50 m, tres cuerpos, separada por columnas, un altar mayor con una altura interior de 11,73 m, con cuatro juegos de cuatro columnas y dos altares laterales, 10 columnas en las naves laterales, tiene acceso directo a la calle sin gradas. Sus techos hechos con artesanado en estuco y metal, vitrales laterales realizado por diversos artistas.